# Xenophthalmidae
Xenophthalmidae – rodzina skorupiaków z infrarzędu krabów.
Takson ten wprowadzony został w 1858 roku przez Williama Stimpsona.
Kraby te mają gruby, prawie trapezowaty w obrysie i eliptyczny w przekroju strzałkowym karapaks z wyraźnym szwem pterygostomialnym tworzącym krawędź pseudolateralną. Region pterygostomalny krapaksu jest nabrzmiały tak, że  czułki i podłużne, szparkowate dołki oczne widoczne są od strony grzbietowej. Region frontalny jest wąski i dołki oczne leżą pod kątem prostym do krawędzi frontalnej. U krabów tych brak epistomu. Narządy gębowe cechują szerokie szczękonóża trzeciej pary ze zbliżonych rozmiarów ischiopoditem i meropoditem oraz spłaszczone i nieco spiralnie skręcone głaszczki o niepowiększonej części odsiebnej daktylopoditu. U obu płci pierwsza, wyposażona w szczypce para pereiopodów jest mniejsza niż odnóża kroczne, które mają rządki kolców na tylnych brzegach meropoditów. Zarówno samce jak i samice mają wąskie pleony (odwłoki) z zaznaczonym podziałem na wszystkie segmenty.
Należy tu 5 gatunków zaliczanych do następujących 3 rodzajów i 2 podrodzin:
Anomalifrontinae Rathbun, 1931
- Anomalifrons Rathbun, 1931

Xenophthalminae Stimpson, 1858
- Neoxenophthalmus Serène & Umali, 1970
- Xenophthalmus White, 1846